# Roman Kresta
Roman Kresta (Trnava, 24 april 1976) is een Tsjechisch rallyrijder.

## Carrière
Roman Kresta debuteerde in 1994 in de rallysport. Daarin profileerde hij zich door de jaren heen, en uiteindelijk in 2000 won hij samen met navigator Jan Tománek in een Škoda Octavia WRC het Tsjechisch rallykampioenschap.

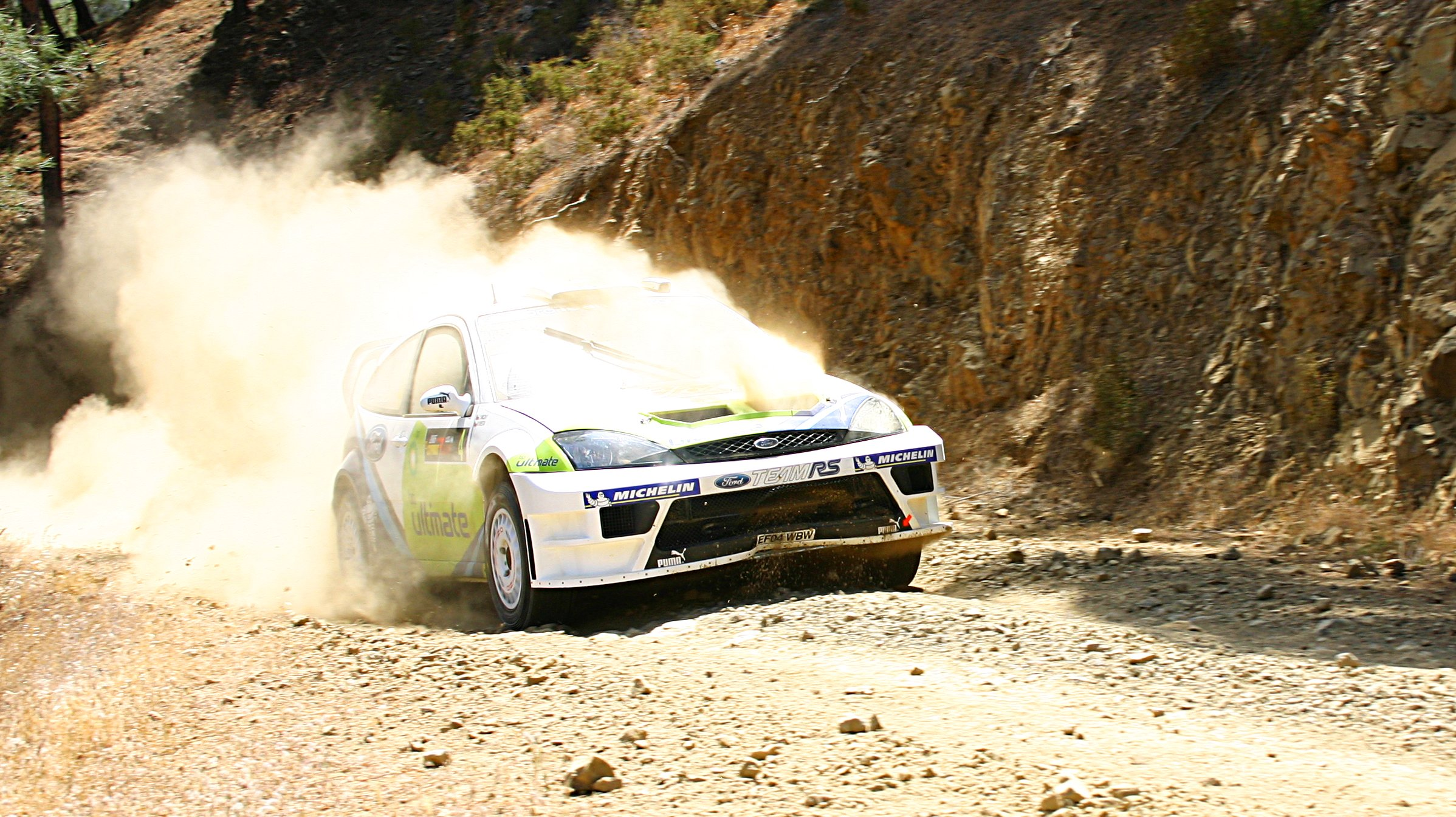
Kresta actief voor Ford tijdens de Rally van Cyprus in 2005

Tijdens de rally van Griekenland in 2001 maakte hij met een Ford Focus WRC zijn eerste opwachting in het wereldkampioenschap rally. Later dat jaar ging hij in WK-rally's rijden voor het fabrieksteam van Škoda. Daarmee werkte hij een groter programma af in het seizoen 2002. Hij had een opmerkelijk ongeluk tijdens de openingsronde in Monte Carlo, waar hij in een haarspeldbocht uit de bocht vloog en vervolgens een stenen muur penetreerde. Een houten paal voorkwam uiteindelijk dat zijn auto de diepe afgrond in zou vallen. Zijn beste resultaat dat jaar was een zevende plaats in de Safari Rally, wat op dat moment weliswaar geen punten opleverde. In de twee daaropvolgende seizoenen was hij in het WK voornamelijk als privé-rijder actief. Hij behaalde zijn eerste kampioenschapspunt met een achtste plaats in Groot-Brittannië in 2003, achter het stuur van een Peugeot 206 WRC. In het seizoen 2005 werd hij naast Toni Gardemeister fabrieksrijder bij Ford. Kresta behaalde met regelmaat punten scorende posities, maar kon zich gedurende het seizoen niet onderscheiden van teamgenoot Gardemeister, terwijl podium resultaten ook uitbleven. Voor het seizoen 2006 werd Kresta vervangen door Mikko Hirvonen. Kresta bleef voor dat jaar wel aan als testrijder bij Ford.

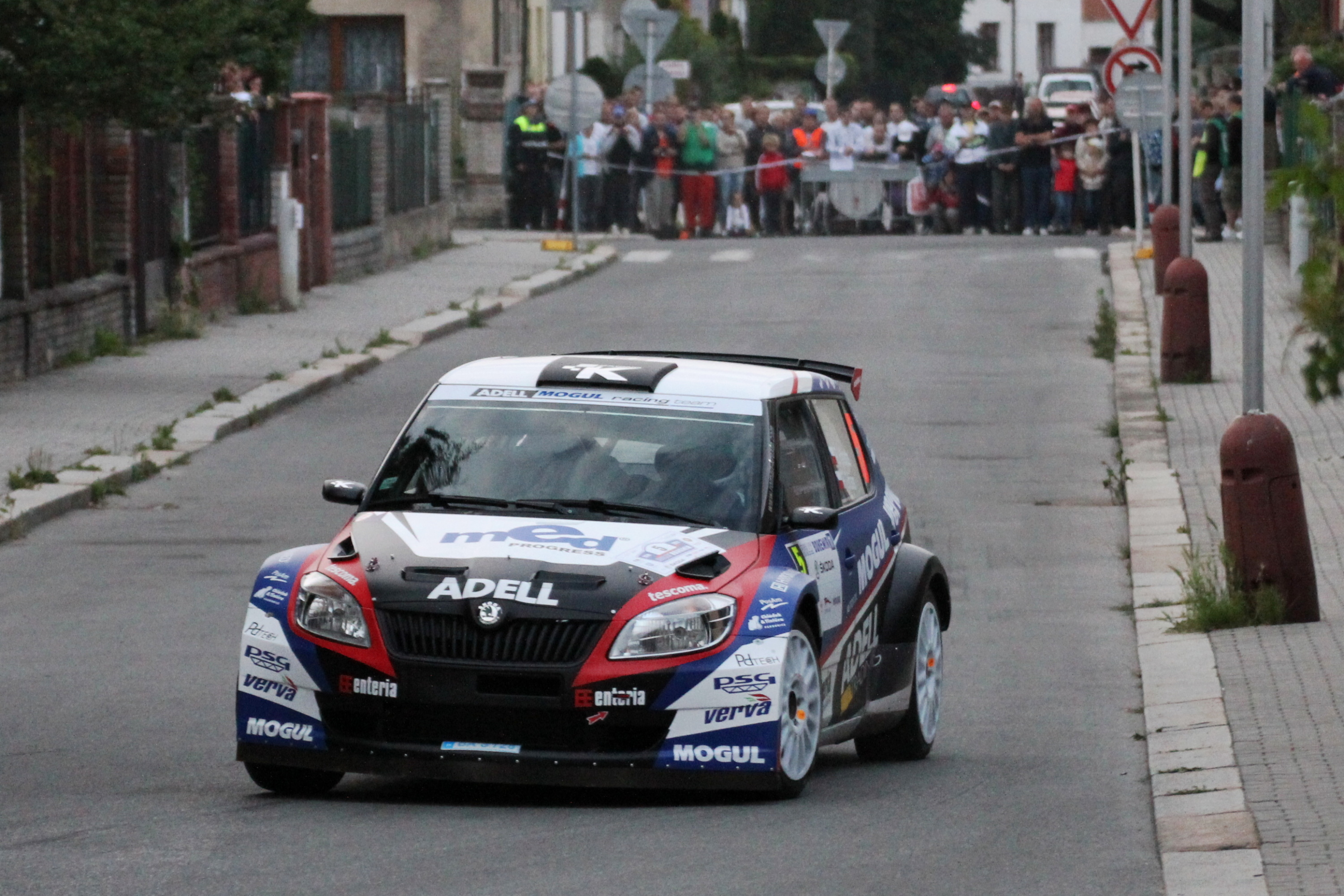
Kresta met een Škoda Fabia S2000 actief in het Tsjechisch kampioenschap in 2011

In 2007 keerde Kresta terug in het Tsjechisch kampioenschap. Eerst in een Mitsubishi Lancer Evolution en daarna met een Peugeot 207 S2000, boekte hij hierin wederom succes door het kampioenschap opeenvolgend in 2008, 2009 en ook in 2011 op zijn naam te schrijven. Eerder in 2010 keerde hij met een Groep N Mitsubishi Lancer ook met twee optredens terug in het WK rally, met als beste resultaat een 23e plaats in Finland. Ook heeft hij deelgenomen aan rally's in de Intercontinental Rally Challenge. Sinds 2011 is hij in Tsjechië actief met een Škoda Fabia S2000. Hij won er datzelfde jaar zijn laatste titel mee.

## Complete resultaten in het wereldkampioenschap rally

### Overzicht van deelnames
| Seizoen | Inschrijving             | Auto                     | 1      | 2      | 3      | 4      | 5      | 6      | 7      | 8      | 9      | 10     | 11     | 12    | 13     | 14     | 15    | 16    | Pos. | Punten |
| ------- | ------------------------ | ------------------------ | ------ | ------ | ------ | ------ | ------ | ------ | ------ | ------ | ------ | ------ | ------ | ----- | ------ | ------ | ----- | ----- | ---- | ------ |
| 2001    | Jolly Club               | Ford Focus RS WRC 00     | MON    | ZWE    | POR    | SPA    | ARG    | CYP    | GRI NF |        |        |        |        |       |        |        |       |       | -    | 0      |
| 2001    | Škoda Motorsport         | Škoda Octavia WRC        |        |        |        |        |        |        |        | KEN NF | FIN    | NZL    |        |       |        |        |       |       | -    | 0      |
| 2001    | Škoda Motorsport         | Škoda Octavia WRC Evo 2  |        |        |        |        |        |        |        |        |        |        | ITA NF | FRA   | AUS    | GBR NF |       |       | -    | 0      |
| 2002    | Škoda Motorsport         | Škoda Octavia WRC Evo 2  | MON NF | ZWE    | FRA 14 | SPA    | CYP NF | ARG    | GRI    | KEN 7  | FIN    | DUI    |        |       |        |        |       |       | -    | 0      |
| 2002    | Škoda Motorsport         | Škoda Octavia WRC Evo 3  |        |        |        |        |        |        |        |        |        |        | ITA 12 | NZL   | AUS    | GBR 15 |       |       | -    | 0      |
| 2003    | Bozian Racing            | Peugeot 206 WRC          | MON 10 | ZWE 14 | TUR    | NZL    | ARG    | GRI NF | CYP    | DUI NF | FIN    | AUS    | ITA 11 | FRA   | SPA 13 | GBR 8  |       |       | 22   | 1      |
| 2004    | Roman Kresta             | Hyundai Accent WRC3      | MON NF | ZWE    | MEX    | NZL    | CYP    |        |        |        |        |        |        |       |        |        |       |       | -    | 0      |
| 2004    | Roman Kresta             | Ford Focus RS WRC 02     |        |        |        |        |        | GRI NF | TUR    | ARG    | FIN    |        |        |       |        |        |       |       | -    | 0      |
| 2004    | Škoda Motorsport         | Škoda Fabia WRC          |        |        |        |        |        |        |        |        |        | DUI NF | JPN    | GBR   | ITA    | FRA    | SPA   | AUS   | -    | 0      |
| 2005    | BP Ford World Rally Team | Ford Focus RS WRC 04     | MON 8  | ZWE 8  | MEX NF | NZL NS | ITA 6  | CYP 6  | TUR 7  | GRI NF | ARG 11 | FIN 23 | DUI 6  | GBR 6 | JPN 7  | FRA 5  | SPA 5 |       | 8    | 29     |
| 2005    | BP Ford World Rally Team | Ford Focus RS WRC 06     |        |        |        |        |        |        |        |        |        |        |        |       |        |        |       | AUS 6 | 8    | 29     |
| 2010    | Roman Kresta             | Mitsubishi Lancer Evo IX | ZWE NF | MEX    | JOR    | TUR    | NZL    | POR    | BUL    | FIN 23 | DUI    | JPN    | FRA    | SPA   | GBR    |        |       |       | -    | 0      |